# Alex Beaulieu-Marchand
Alex Beaulieu-Marchand (Québec City, 3 marzo 1994) è uno sciatore freestyle canadese, vincitore della medaglia di bronzo alle Olimpiadi di Pyeongchang 2018 nello slopestyle.

## Palmarès

### Olimpiadi
- 1 medaglia:
  - 1 bronzo (slopestyle a Pyeongchang 2018).

### Mondiali
- 1 medaglia:
  - 1 bronzo (big air a Park City 2019).

### Coppa del Mondo
- Miglior piazzamento in classifica generale: 50º nel 2013.
- Miglior piazzamento nella Coppa del Mondo di slopestyle: 4º nel 2013.
- Miglior piazzamento nella Coppa del Mondo di big air: 25º nel 2017.
- 2 podi:
  - 2 terzi posti.